# Maynor de León
Maynor de León (San Marcos, Guatemala; 24 de octubre de 1990) es un jugador de fútbol que actualmente milita en el club Xelajú Mario Camposeco de la Liga Nacional de Guatemala. Es hermano del también futbolista Frank De León quien también juega en el Xelajú Mario Camposeco, ya habían coincidido juntos en 2017 en el C.S.D Municipal.

## Trayectoria
Maynor debuta en 2012 en el club que lo vio formarse profesionalmente, el club Deportivo Marquense equipo donde se consolida y le da la oportunidad de pasar por otros equipos de la liga mayor de Guatemala. Maynor también tuvo un paso exitoso por el C.S.D Municipal donde se consagraría campeón, y por el C. D. Malacateco donde portaría el gafete de capitán.

## Clubes
| Club                | País      | Año                |
| ------------------- | --------- | ------------------ |
| Deportivo Marquense | Guatemala | 2012 - 2016        |
| C.S.D Municipal     | Guatemala | 2016 - 2018        |
| C. D. Malacateco    | Guatemala | 2018 - 2020        |
| Xelajú MC           | Guatemala | 2021 - Actualmente |

## Palmarés

### Subcampeonatos nacionales
| Título                     | Club             | País      | Año           |
| -------------------------- | ---------------- | --------- | ------------- |
| Liga Nacional de Guatemala | C. D. Malacateco | Guatemala | 2019-Clausura |

### Campeonatos nacionales
| Título                     | Club            | País      | Año           |
| -------------------------- | --------------- | --------- | ------------- |
| Liga Nacional de Guatemala | C.S.D Municipal | Guatemala | 2017-Clausura |
| Liga Nacional de Guatemala | Xelajú MC       | Guatemala | 2023-Clausura |
| Liga Nacional de Guatemala | Xelaju MC       | Guatemala | 2024-Apertura |